# Wybory parlamentarne w Liechtensteinie w lutym 1993 roku

Wybory parlamentarne w Liechtensteinie odbyły się 7 lutego 1993 r. Chociaż Unia Patriotyczna zdobyła najwięcej głosów, Postępowa Partia Obywatelska zdobyła najwięcej mandatów. Frekwencja wyborcza wyniosła 87,54%.

## Wyniki
|  | Partia                       | Głosy  | Procent | Mandaty |
|  | ---------------------------- | ------ | ------- | ------- |
|  | Unia Patriotyczna            | 73 217 | 45,4    | 11      |
|  | Postępowa Partia Obywatelska | 71 209 | 44,2    | 12      |
|  | Wolna Lista                  | 16 724 | 10,40   | 2       |